# Rębieskie
Rębieskie (do 2007 Stare Rębieskie) – wieś w Polsce położona w województwie łódzkim, w powiecie zduńskowolskim, w gminie Zduńska Wola. Do 2007 roku nosiła nazwę Stare Rębieskie.
W latach 1975–1998 miejscowość administracyjnie należała do województwa sieradzkiego.